# Euselates ornata
Euselates ornata är en skalbaggsart som beskrevs av Saunders 1852. Euselates ornata ingår i släktet Euselates och familjen Cetoniidae. Inga underarter finns listade i Catalogue of Life.